# ماجد الكدواني
ماجد الكدواني (مواليد 10 ديسمبر 1967) هو ممثل مصري، شارك في العديد من الأفلام والمسلسلات التلفزيونية، بدأ التمثيل في التسعينيات، واشتهر من خلال أدائه للأدوار الداعمة، وقد حصل على العديد من الجوائز.

## حياته
حصل على بكالوريوس فنون جميلة وبكالوريوس المعهد العالي للفنون المسرحية، وأثناء دراسته في معهد الفنون المسرحية الذي التحق به بعد دراسته للديكور بكلية الفنون الجميلة جامعة المنيا، بدأ مسيرته بعدد من مسرحيات الهواة، قبل أن يشارك في عدد من الأعمال التلفزيونية مثل «القنقد» و«نحن لا نزرع الشوك».
اشتهر بتقديم الكثير من الأعمال العربية الكوميدية والدراميه في السينما والتلفزيون، بدأ مسيرته الفنية في منتصف التسعينيات ومن أشهر أفلامه: جاي في السريع، الرهينة، طير إنت، لا تراجع ولا استسلام (القبضة الدامية)، هيبتا، الأصليين وغيرها.

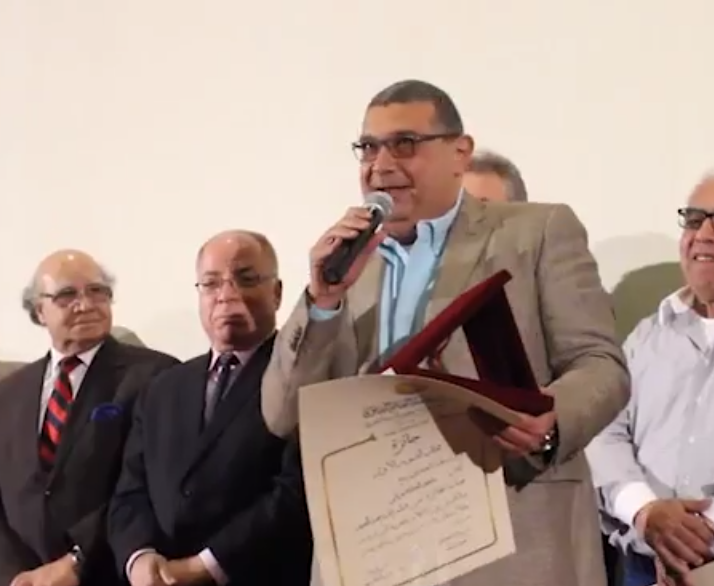
ماجد الكدواني أثناء استلام جائزة أفضل دور أول من مهرجان جمعية الفيلم

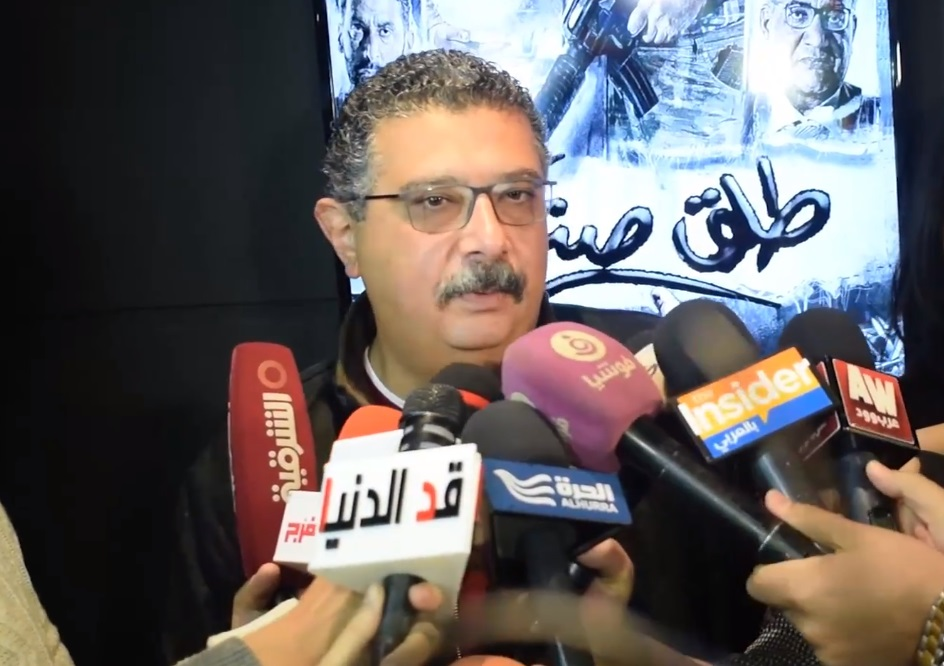
ماجد الكدواني أثناء العرض الأول لفيلم طلق صناعي

## أعماله

### أفلام
- 2024: اللعب مع العيال
- 2023: أبو نسب
- 2022: فضل ونعمة
- 2022: الجريمة
- 2021: مش أنا
- 2021: برا المنهج
- 2021: وقفة رجالة - شهدي
- 2021: البعض لا يذهب للمأذون مرتين - أنيس
- 2019: نادي الرجال السري - فؤاد
- 2018: تراب الماس - العقيد وليد سلطان
- 2018: طلق صناعي - حسين عبد السلام أمين
- 2017: شيخ جاكسون - هاني عبد الحي
- 2017: الأصليين -
- 2016: هيبتا - شكري مختار
- 2015: قبل زحمة الصيف
- 2014: ديكور -
- 2012: ساعة ونص -
- 2011: أسماء - محسن السيسي
- 2011: فاصل ونعود - بائع الحيوانات
- 2010: اللمبي 8 جيجا - محيي
- 2010: لا تراجع ولا استسلام (القبضة الدامية) - المقدم سراج
- 2010: فيلم 678 - عصام
- 2009: عزبة آدم - سعد
- 2009: طير إنت- مارد
- 2009: حد سامع حاجة - دكتور علوي
- 2009: الفرح - العسلي
- 2009: مقلب حرامية - توفيق الإرم
- 2008: الهارب (ه) - [مسلسل إذاعي] محمود
- 2008: كباريه - خميس حامد
- 2008: على جنب يا اسطى - ضيف شرف
- 2007: شيكامارا - سيد
- 2006: العيال هربت - سلطان
- 2006: الرهينة - كلاوي
- 2006:ضيف من السماء (الراهب اندراوس الصموئيلي)
- 2005: جاي في السريع - عاطف
- 2004: شباب تيك اواي -
- 2003: عسكر في المعسكر - متولي الزناتي
- 2003: حرامية في تايلاند - فطين
- 2002: جنة الشياطين - عاطف
- 2002: الرجل الأبيض المتوسط - المر بزيادة
- 2001: صعيدي رايح جاي -
- 2001: لو كان ده حلم -
- 2001: حرامية في كي جي تو - سيد
- 2000: فرقة بنات وبس -
- 2000: الكومبيوتر -
- 1999: كوكب الشرق -
- 1996: عفاريت الأسفلت -

### مسلسلات
- 2024–2025: موضوع عائلي 3
- 2023: الهرشة السابعة
- 2022–2023: موضوع عائلي 2
- 2021: الاختيار 2
- 2021: موضوع عائلي
- 2020: نمرة اتنين
- 2007: أحلامك أوامر -
- 2000: جسر الخطر -
- 2000: أوان الورد
- 2000 الفرار من الحب
- الكومي
- 1999: نحن لانزرع الشوك -
- 1997: زيزينيا (ج 1)
- 1996: [الحفار] كومبارس
- 1994: أرابيسك -

### مسرحيات
- 1997: شبورة -
- 1995: باللو -
- 2008: الإسكافي ملكا -
- 1989: الرجل الذي اكل وزة -

### رسوم متحركة
- 2001: شركة المرعبيين المحدودة المنفي
- 2009: إفهمني شكرا

## وصلات خارجية
- ماجد الكدواني على موقع IMDb (الإنجليزية)
- ماجد الكدواني على موقع الدهليز
- ماجد الكدواني على موقع قاعدة بيانات الأفلام العربية
- ماجد الكدواني على موقع ألو سيني (الفرنسية)
- ماجد الكدواني على موقع أول موفي (الإنجليزية)
- ماجد الكدواني على موقع قاعدة بيانات الأفلام السويدية (السويدية)
- ماجد الكدواني على موقع ديسكوغز (الإنجليزية)
- ماجد الكدواني على موقع قاعدة بيانات الفيلم (الإنجليزية)
- ماجد الكدواني على موقع ليتربوكسد (الإنجليزية)
- ماجد الكدواني على موقع كينوبويسك (الروسية)